# Herb Żydaczowa

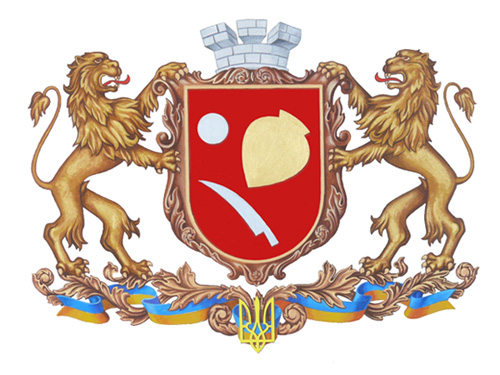
Wielki herb miasta

Herb Żydaczowa (ukr. Герб Жидачева) – jeden z symboli miasta i terytorialnej hromady Żydaczów, autorstwa Andrija Greczyły, ustanowiony 5 maja 1996.

## Wygląd i symbolika
Herb przedstawia na tarczy w polu czerwonym srebrną kulę solną, po jej lewej stronie złotą tarczę, a pod nią srebrny lemiesz z pługa. Herb wielki miasta ozdobiony jest dodatkowo złotym kartuszem i zwieńczony srebrną trzybasztową corona muralis, wsparty jest na dwóch złotych lwach-trzymaczach, natomiast w dolnej części zawiera niebiesko-żółtą wstęgę i złoty tryzub (elementy ukraińskiej symboliki narodowej).
Poszczególne elementy herbu charakteryzują historyczne zajęcia mieszkańców Żydaczowa. Lemiesz symbolizuje miejscowe rolnictwo. Kula soli nawiązuje do historycznych tradycji handlu solą (pierwsza wzmianka o mieście dotyczy właśnie soli). Natomiast złota tarcza to symbol miejscowego rzemiosła (szczególnie rusznikarstwa) oraz funkcji obronnych pełnionych przez miasto w przeszłości.

## Historia
Żydaczów posiada jeden z najstarszych herbów wśród miast Ukrainy. Najstarsza odnaleziona pieczęć z tym symbolem pochodzi z 1533, choć mógł on funkcjonować już od końca XIII wieku. Przez lata zmieniały się barwy herbu oraz wyjaśnienie pochodzenia jego elementów. W czasach Ukraińskiej SRR zapomniany, przywrócony dopiero w 1996.